# Jungle Hunt
Jungle Hunt es un videojuego creado por Taito en 1982. También es conocido como Jungle King en lanzamientos anteriores.
El jugador controla a un explorador de la jungla que lleva un Sombrero de explorador y un atuendo de safari. El jugador debe rescatar a la novia del explorador, que está en manos de una tribu caníbal. Para hacer esto, el jugador va a tener que desplazarse de liana en liana, bucear a través de un río infestado de cocodrilos, saltar unas rocas que caen por una cuesta y finalmente salvar a la chica saltando a los caníbales y llegando hasta la olla en la que la estaban cocinando.

## Historia
Jungle Hunt ha cambiado su nombre en varias ocasiones. El videojuego original se iba a llamar Jungle Boy, que más tarde fue cambiado a Jungle King para su publicación en las arcades. En esas versiones más antiguas el jugador era un hombre con un taparrabos parecido a Tarzán.
El videojuego volvió a ser publicado como Jungle Hunt debido a problemas de copyright, en el cual se cambiaron estos elementos:
- El explorador cambió su vestimenta a una típica de explorador.
- En la primera escena, las cuerdas fueron reemplazadas por lianas.
- El grito de Tarzán fue eliminado y sustituido por una melodía.

También ha sido publicada una variante del juego llamada Pirate Pete. El videojuego era el mismo solo que con un pirata sustituyendo al explorador. Los niveles de Pirate Pete están basados en objetos piratas.

## Jugabilidad
Hay cuatro escenas, cada una con su objetivo.
En la escena 1, el explorador ha de saltar de liana en liana. Para esto solo se usa un botón. Si se falla, el explorador se cae al suelo.
En la escena 2 el explorador sale nadando en un río infestado de cocodrilos. El explorador los puede atacar con su cuchillo, a no ser que los cocodrilos tengan la boca abierta. El explorador tiene que volver de vez en cuando a la superficie para respirar, donde él no puede atacar a los cocodrilos. Las burbujas empujan al explorador a la superficie por unos segundos, lo cual puede hacer que le devoren los cocodrilos.
En la escena 3 en explorador sube una cuesta llena de rocas que están cayendo de un volcán. 
En la escena final, el explorador debe esquivar los golpes de los caníbales y llegar hasta el caldero donde está la princesa. Después de eso, aparece la palabra "Congratulations!" en la pantalla, tras la cual sale el mensaje de amor "I Love You!!!", y por último la princesa besa al explorador.
El juego repite las escenas con más dificultad.

## Plataformas
Jungle Hunt está disponible para estas plataformas:
- Apple II (1984)
- Atari 2600 (1983)
- Atari 5200 (1983)
- Atari 400/800/XL/XE (1983)
- ColecoVision (1983)
- Commodore 64 (1983)
- Commodore VIC-20 (1984)
- IBM PC (1983) (via Atarisoft)
- PC (como parte de Taito Legends)
- MSX
- PlayStation 2 (como parte de Taito Legends)
- Texas Instruments TI-99/4A (1984)
- Xbox (como parte de Taito Legends)
- Commodore Amiga ('Jungle Boy' (1991))